# Nataša Tanská
Nataša Tanská (30. listopadu 1929 Praha, Československo – 17. července 2014 Praha, Česko) byla česká spisovatelka a novinářka, dramaturgyně, scenáristka a herečka, působící i na Slovensku.

## Životopis
Nataša Tanská se narodila v Praze, její otec byl Estonec, matka potomek ruských emigrantů. Dětství prožila ve Zlíně, kde ji jedenáctiletou pro film objevil na koupališti ředitel Lucernafilmu Vilém Brož a doporučil režiséru Františku Čápovi. Barunka ve filmu Babička byla její první filmová role. Dráhu filmové herečky ukončila ze zdravotních důvodů v roce 1952.
Za okupace se s rodiči přestěhovala do Trenčína. Vystudovala VŠMU v Bratislavě, kde po studiích i pracovala. Nataša Tanská byla vdaná dvakrát, poprvé za JUDr. Bedřicha Rádla, podruhé za Jana Válka. Byla redaktorkou Kultúrného života, dramaturgyní na Kolibě. Pracovala i v časopisu Roháč. Byla dramaturgyní hraného filmu v Bratislavě a redaktorkou pražského nakladatelství Albatros. Svoje knihy vydávala na Slovensku. Výrazně se zapsala do dějin československé vzájemnosti. Od roku 1969 žila v Praze kromě období 1990 až 1997, kdy žila v Londýně se svým druhým manželem Janem Válkem, který tu pracoval jako český konzul.
Ačkoliv 30. března 1945 otiskly Lidové noviny zprávu, že Nataša Tánská zahynula během jednoho z náletů na Prahu, ve skutečnosti zemřela až 17. července 2014 ve věku 84 let v domově pro seniory Sue Ryder v Praze, kde strávila svoje poslední roky.

## Dílo

### Film
- 1940 Babička – role: Barunka Prošková
- 1941 Preludium – role: Pepička Vajgantová, dcera
- 1947 Předtucha
- 1948 Bílá tma
- 1948 Krakatit
- 1952 Mladá léta

- napsala scénář k slovenskému filmu Vždy možno začít (1961)
- spolupracovala na filmu Dušana Hanáka 322 (1969)

### Knižní tvorba
- napsala např. 11 knih pro děti, některé vyšly i v češtině – převážně v nakladatelství Albatros, dále napsala knihy z populární psychologie:
  - Madlenka je sama doma (společně s Helenou Rokytovou); Nakladatelství Albatros, 1973
  - Co tu bylo, kdo tu byl?: Co tu bude, kdo tu bude? (společně se Zdeňkem Seydlem), Nakladatelství Albatros, 1977
  - Mámo, udělej jiné ticho; Nakladatelství Albatros, 1978
  - S holkou si nehrajem; Nakladatelství Albatros, 1978
  - Tam to není, kde to je? (společně s Lubošem Gruntem); Nakladatelství Albatros, 1981
  - Podívej, to je město (společně s Jiřím Kalouskem); Nakladatelství Albatros, 1981
  - Podívej, to je vesnice (společně s Jiřím Kalouskem); Nakladatelství Albatros, 1981
  - Postskripta (společně s manželem Janem Válkem), Nakladatelství: IKAR, 1999, 1. vydání, ISBN 80-7202-567-8
  - Heč, jdu do nemocnice; Nakladatelství: Artur, 2001, 1. vydání, ISBN 80-86216-21-7
  - Proč jdeme mladým na nervy? Nakladatelství Motto, 2001, 1. vydání
  - Péťa bude koukat; Nakladatelství Amulet, 2002, ISBN 80-86299-96-1
  - Já to vidím jinak, miláčku! Mužsko-ženský slovník; Nakladatelství: Motto, 2004, 1. vydání, ISBN 80-7246-151-6
  - Co mi řekl semafor; Nakladatelství Sdružení MAC, 2005, 5. přepracované vydání, ISBN 80-86783-09-X
  - Puf a Muf; Nakladatelství: Artur, 2006, 4. vydání, ISBN 80-86216-75-6
  - Puf a Muf – zítra jdeme do školy; Nakladatelství: Artur, 2010, 1. vydání, ISBN 978-80-87128-50-3
  - Vyznáte se v tlačenici? Nakladatelství: Motto, 2011, 3. vydání, ISBN 978-80-7246-511-8

- z rozhlasových her:
  - Hodina angličtiny (1974)
  - Každý čtvrtek
  - Komedie o tom, že umění a život mají své vlastní zákonitosti (1986)

- z divadelních her:
  - Případ finského nože (detektivní hra)
  - Mezi pátou a sedmou (hra o 1 dějství)
  - Dnes před půlnocí (monodrama)
  - Oblázek na břehu mořském (hra ve 2 dějstvích s prologem)
  - Kongres (černá komedie s detektivní zápletkou – společně s Janem Řeřichou)
  - Duel, Dopis (dvě aktové hry)